# Боровиков, Владислав Романович
Владислав Романович Боровиков (род. 10 августа 1973, Днепропетровск, Украинская ССР, СССР) — украинский, ранее советский, шахматист, гроссмейстер (2001). Окончил Днепропетровский государственный университет.
Чемпион Украины (1992).
Победитель юношеского чемпионата Европы (до 18 лет) 1993 года.
Многократный призёр (как в команде, так и в личном зачёте) командных чемпионатов Украины (2001—2002, 2007—2010). Лучшего результата добился в 2002 году:
в составе команды из Краматорска стал победителем чемпионата, а также получил «золото» за лучший результат на первой доске.
Участник 18-го Кубка европейских клубов (2002) в Калитее.

## Изменения рейтинга
| Графики недоступны из-за технических проблем. См. информацию на Фабрикаторе и на mediawiki.org. |